# Parasigmoidella
Parasigmoidella es un género de cucarachas, insectos de la familia Ectobiidae.

## Especies
- Parasigmoidella alperti
- Parasigmoidella armstrongi
- Parasigmoidella asymmetrica
- Parasigmoidella atypicalis
- Parasigmoidella badenae
- Parasigmoidella bakeri
- Parasigmoidella beccarii
- Parasigmoidella bifasciata
- Parasigmoidella boettcheri
- Parasigmoidella carnesae
- Parasigmoidella cleonae
- Parasigmoidella debilis
- Parasigmoidella freemanorum
- Parasigmoidella ganchrorum
- Parasigmoidella grootaerti
- Parasigmoidella hoffmanorum
- Parasigmoidella hubeni
- Parasigmoidella inconspicua
- Parasigmoidella karubakana
- Parasigmoidella kebara
- Parasigmoidella langevani
- Parasigmoidella lansburyi
- Parasigmoidella leotalkovi
- Parasigmoidella levii
- Parasigmoidella lobifera
- Parasigmoidella marginalis
- Parasigmoidella mayriverana
- Parasigmoidella milleri
- Parasigmoidella nigricans
- Parasigmoidella plevorum
- Parasigmoidella propekebara
- Parasigmoidella reticulata
- Parasigmoidella spinifera
- Parasigmoidella stylisimila
- Parasigmoidella tostii
- Parasigmoidella turneri
- Parasigmoidella vogelkopensis
- Parasigmoidella youngi